# سد پایه‌دار

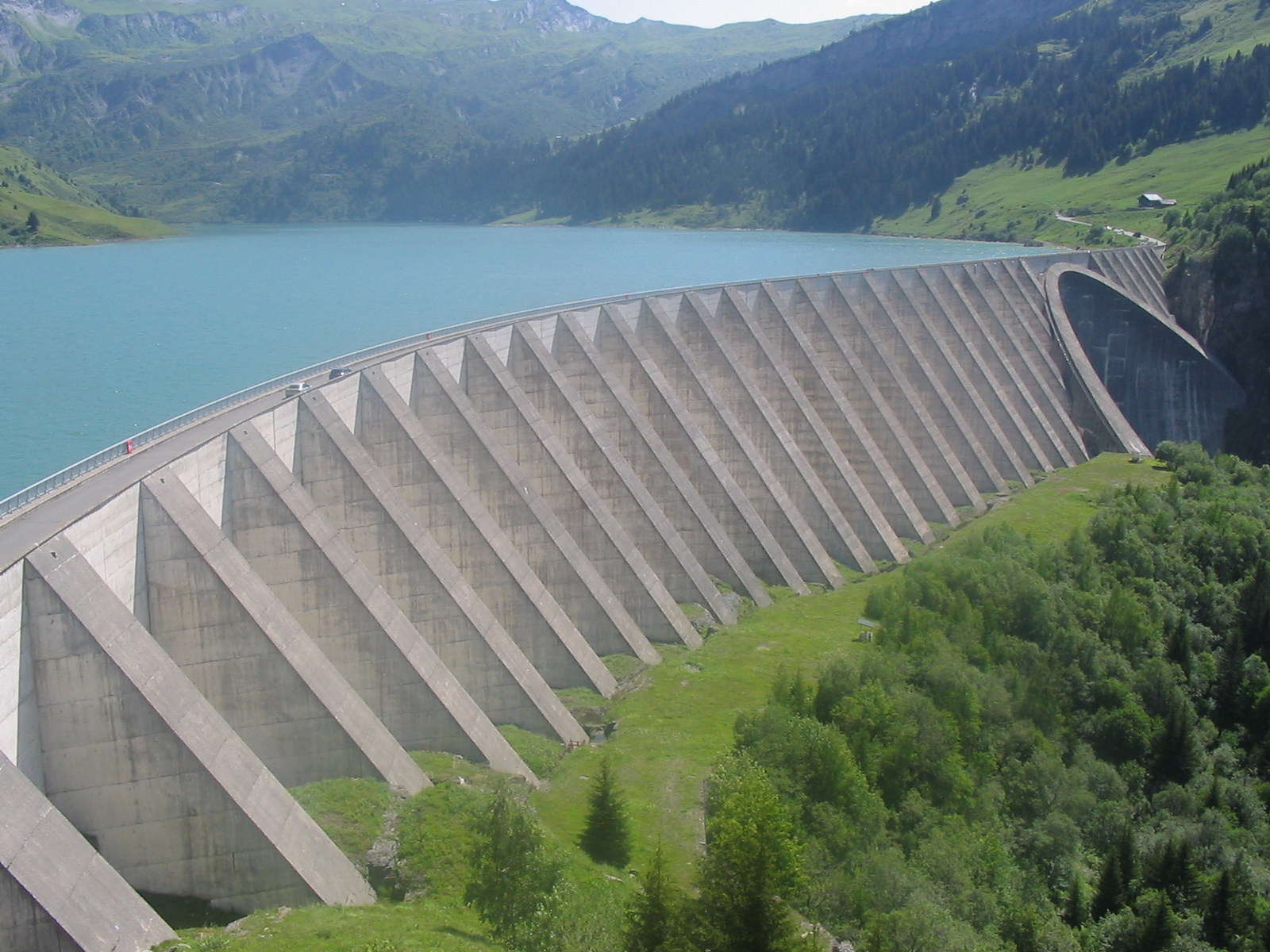
سد پایه‌دارِ رُزلان در ساووآ، شرق فرانسه

سد پایه‌دار (به انگلیسی: buttress dam) سدی است که توسط تعدادی تکیه‌گاه یا پایه حمایت می‌شود. دیوارهٔ این سدها ممکن است مستقیم یا منحنی باشد. اکثر سدهای پایه‌دار از بتن مسلح ساخته شده‌اند و سنگین‌اند، سیستم آن‌ها نیز این‌گونه است که پایه‌ها وزنِ سد را به داخل زمین فشار می‌دهند.